# Les Alpinistes
Pour plus de détails, voir Fiche technique et Distribution.
Les Alpinistes ou Donald Alpiniste (Alpine Climbers) est un dessin animé de Mickey Mouse produit par Walt Disney pour United Artists et sorti le 25 juillet 1936. 

## Synopsis
Mickey, Donald et Pluto sont partis dans les Alpes faire de l'alpinisme. Mickey vêtu comme un tyrolien est en tête de la cordée, chantant en yodel et grimpant avec son piolet une paroi verticale. Donald vient ensuite, vêtu de vert avec une plume rouge sur son chapeau mais avec sa voix nasillarde, la chanson est très altérée. Pluto est accroché au bout de la corde. Il en profite pour découvrir la montagne, ses fleurs et le vide. Arrivé à une corniche, Mickey accroche Pluto à un rocher. De son côté, Donald cueille des edelweiss et tombe sur un jeune bouquetin qui mange les fleurs, ce qui le rend furieux. Mickey quant à lui trouve un nid d'aigle et en prend les œufs dans l'espoir de les manger. Mais l'aigle femelle le surprend et l'attaque. Mickey lance sur la mère les œufs, qui éclosent en vol. Pluto reçoit sur la tête un des œufs et se bat ensuite avec l'oisillon nouveau-né. Pluto tombe de la corniche et se retrouve enseveli sous la neige. Un Saint-bernard, tonneau d'alcool accroché à son collier, sort de sa niche surmontée d'une croix-rouge et part déterrer Pluto, bleu de froid. Le malheureux chien reçoit de l'alcool pour se réchauffer mais devient ivre et tente d'avoir encore du breuvage.
En haut, Donald a creusé un sillon autour du rocher sur lequel se cache le jeune bouquetin à force de courir à sa poursuite. Enfin conscient de tourner en rond, il court après l'animal et sautille comme lui. Le bouquetin se cache dans une caverne. Donald entre et après un court combat ressort un vieux bouquetin en le tirant par la barbichette. Alerté de sa méprise par le cri plus grave, il fait semblant de rien et essaye de partir. Le bouquetin l'attaque, mais le canard a heureusement la tête plus dure que celle de son adversaire, et parvient à l'assommer. De son côté, Mickey est aux prises avec les oisillons. Il utilise sa corde comme lasso et attrape la mère. Après quelques péripéties dans les airs, Mickey et Donald, venu à son secours, se retrouvent dans la niche du chien tandis que Pluto et son nouvel ami aboient de concert après avoir vidé le tonnelet.

## Fiche technique
- Titre original : Alpine Climbers
- Autres Titres[1] :  Donald Alpiniste 
  - Allemagne : Die Gipfelstürmer
  - Argentine : Trepadores alpinos
  - Finlande : Alppikiipeilijät
  - France : Les Alpinistes
  - Suède : Bergsklättrare, Musse Pigg i alperna, Kalle Anka i alperna[2], Musse Pigg på bergsbestigning
- Série : Mickey Mouse
- Réalisateur : David Hand
- Animateur : Norman Ferguson, Dick Huemer, Bill Roberts
- Voix : Pinto Colvig (Pluto), Walt Disney (Mickey), Clarence Nash (Donald)
- Producteur : Walt Disney, John Sutherland
- Distributeur : United Artists
- Date de sortie[1] : 25 juillet 1936
- Format d'image : Couleur (Technicolor)
- Musique : Albert Hay Malotte
- Son : Mono RCA Photophone
- Durée : 9 min
- Langue : (en)
- Pays de production :  États-Unis

## Voix françaises
- Jean-Paul Audrain : Mickey Mouse
- Sylvain Caruso : Donald Duck

## Commentaires
Ce film comprend une scène devenue célèbre avec un saint-bernard et qui a plusieurs fois popularisé cette race de chien auprès du public. Le chien du film, créé par Joe Grant, a ensuite été repris dès la fin de l'année dans un autre court métrage More Kittens, toujours anonyme. Par la suite, il est devenu Bolivar, l'animal de compagnie de Donald Duck. 
Le sujet du film est à nouveau tiré de la vie de Walt Disney, fasciné par la montagne et entre autres la Suisse.